# Cantone di Brezolles
Il Cantone di Brezolles era una divisione amministrativa dell'arrondissement di Dreux.
A seguito della riforma approvata con decreto del 24 febbraio 2014, che ha avuto attuazione dopo le elezioni dipartimentali del 2015, è stato soppresso.

## Composizione
Comprendeva i comuni di:
- Beauche
- Bérou-la-Mulotière
- Brezolles
- Châtaincourt
- Les Châtelets
- Crucey-Villages
- Dampierre-sur-Avre
- Escorpain
- Fessanvilliers-Mattanvilliers
- Laons
- La Mancelière
- Montigny-sur-Avre
- Prudemanche
- Revercourt
- Rueil-la-Gadelière
- Saint-Lubin-de-Cravant
- Saint-Lubin-des-Joncherets
- Saint-Rémy-sur-Avre